# 庾岭镇
庾岭镇，是中华人民共和国陕西省商洛市丹凤县下辖的一个乡镇级行政单位。

## 行政区划
庾岭镇下辖以下地区：
街坊村、窑沟村、太白村、和平村、花椒沟村、两岔河村、黄坪村、龙骨岩村、石门塬村、塔尔坪村和吊蓬村。